# 前田万吉
前田 万吉（まえだ まんきち、1979年10月3日 - ）は、石川県能都町出身の日本の監督、脚本家、舞台演出家、舞台脚本家、プロデューサー。

## 人物
映画・舞台・テレビなどで、監督・脚本・プロデューサーとして活躍。
2003年「劇団クラゲ荘」を旗揚げ。2008年に舞台「魂を握りつぶした男」が中野・ザ・ポケットにて史上最高動員記録し、映画化されることになり監督デビュー。2013年7月から2019年7月まで女優アイドル「ピカ☆マイ」の総合プロデュース。2019年11月メンズアイドル「SAWAGE」をプロデュース。

## 受賞歴
映画「東京DAYS」海老名プレミアム映画祭にてグランプリ。
舞台「十年希望」ロクソドンタ演劇祭準グランプリ。

## フィルモグラフィ
- 舞台「えんとつ町のプペル」原作（キングコング・西野亮廣）演出・脚本。
- CD発売「キラリキラリ」（オリコンチャート10位）作詞・作曲。
- 映画「星を捨てて」2020年ロードショー。
- 千葉テレ番組「劇団ちばっぱーまん」監督。
- 千葉テレ・ドラマ「どっち？」監督・脚本
- 千葉テレ・ドラマ「いらっしゃいませ♡強盗様」

### 2021年
- 2021年4月・千葉テレ「胸キュン♡アイドルステーション」監督。

- 2021年3月・「胸キュン♡FES」プロデュース。

### 2020年
- 2020年11月・WebCM動画「中野レンガ坂」構成・監督（出演：菅原彩香）
- 2020年10月・WebCM動画「中野富士見編」監督（出演：（村野武範、ダンカン、久保田かずのぶ（とろサーモン）他）。
- 2020年10月・千葉テレ「劇団ちばっぱーまん」（出演：SAWAGE、菅原彩香）

### 2019年
- 2019年11月・メンズアイドル「SAWAGE」プロデュース開始。
- 2019年8月・映画「星を捨てて・・」ロードショー。
- 2019年7月・女優アイドル「ピカ☆マイ」解散。
- 2019年5月・舞台「えんとつ町のプペル」原作（キングコング・西野亮廣）脚本・演出・プロデュース（出演：ピカ☆マイ）
- 2019年5月・劇団クラゲ荘舞台「才能のない僕らは・・。」脚本・演出・プロデュース。
- 2019年2月・舞台「十年希望」脚本（キクチ万グローブ主催）。

### 2018年
- 2018年10月・「ベリーグッドマン」ファンサイト番組。構成・監督（司会：小堀裕之「2丁拳銃」）
- 2018年10月～12月「女芸人シェアハウス（全3話）」脚本・演出（出演・ピカ☆マイ）
- 2018年8月・ピカ☆マイ「キラリキラリ」CDオリコンチャート10位。作詞・作曲。
- 2018年5月・罪団プロデュース「デスペラードを知ってるか？」脚本（出演・加護亜依ほか）
- 2018年4月~7月・舞台「パズーの絆（全5話）」脚本・演出。（出演・ピカ☆マイ）

### 2017年
- 2017年４月~７月・舞台「ヲタクの名は（全4話）」舞台「星空のパレット（全4話）」脚本・演出。（出演：ピカ☆マイ）
- 2017年8月～11月・舞台「名探偵コンナン（全4話）」。舞台「ガールズ・オン・ザ・ラン・ネクスト（全4話）」脚本・演出。（出演：ピカ☆マイ）。
- 2017年7月・MV・Chu-z「指輪の行方」脚本・構成・音楽。

### 2016年
- 2016年12月・女優アイドル「ピカ☆マイ」ワンマンライブにて８００名の動員を記録。（渋谷DUOにて）
- 2016年9月～11月「ガールズ・オン・ザ・ラン３（全４話）」脚本・演出。（出演：ピカ☆マイ）
- 2016年6月∼9月「レディのお作法」
- 2016年4月∼6月「へなちょこヴィーナス（全3話）」

### 2015年
- 2015年7月~12月ガールズ・オン・ザ・ラン２（全7話）」脚本・演出。（出演：ピカ☆マイ）
- 2015年4月~6月「君だけのスターになりたくて（全5話）」脚本・演出。（出演：ピカ☆マイ）

### 2014年
- 2014年1月~12月ガールズ・オン・ザ・ラン（全１１話）」脚本・演出。（出演：ピカ☆マイ）
- 2014年・映画「柔道ガールズ」脚本（主演・長澤奈央）
- 2014年・映画「チューズ・マイ・ライフ」（主演・チューズ）

### 2013年
- 劇団クラゲ荘「メロディ」脚本・演出
- 映画「どぶねずみからの手紙」監督・脚本。
- 映画「不倫白書」（原作：倉科遼）脚本。

### 2012年
- 映画「ファーストパンチ」脚本・監督
- 映画「主人公はテレビの中へ」脚本・監督
- 映画「かなりあ」脚本
- 映画「勿忘草」脚本
- 映画「蜘蛛の糸」脚本

### 2011年
- 映画「魂を握りつぶした男」脚本・監督
- Nanaプロデュース舞台「十年希望」脚本
- 舞台「逃亡ヒーロー」（再演）脚本・演出

### 2010年
- 舞台「星屑列車に二人で」 脚本・演出

### 2004年～2009年
- 舞台「デスペラードを知ってるか？」脚本・演出
- 舞台「魂を握りつぶした男」脚本・演出
- 舞台「そばにおいでよ」脚本・演出
- 舞台「逃亡ヒーロー」脚本・演出